# Džibutijska vojska
Oružane snage Džibutija je službeni naziv za džibutijsku vojsku. Ona se sastoji od sljedećih borbenih komponenti:
- džibutijske kopnene vojske,
- džibutijske ratne mornarice i
- džibutijskih zračnih snaga.

Oružane snage Džibutija štite suverenitet i neovisnost Republike Džibuti te brane njegovu teritorijalnu cjelovitost što mu je glavna zadaća.

## Povijest
Na području današnjeg Džibutija postajalo je više sultanata od kojih je svaki imao vlastitu vojnu postrojbu. Razlog tome bile su brojne bitke koje su vodili sultanati Ifat i Adal te salomonska dinastija i dr.
Tijekom dugog Etiopsko-adalskog rata (1529. – 1559.) imam i general Ahmad Granj napao Etiopiju i porazio nekoliko etiopskih careva čime je nanio mnogo štete Etiopskom Carstvu. Svojim ratnim pohodima na Abesiniju je 3/4 tamošnjih kršćana došlo pod vlast adalskog sultanata. Kasnije su Abesinci uspjeli preko Portugala osigurati vojnu pomoć i održati svoje područje autonomnim.

### Novija povijest
Oružane snage Džibutija osnovane su 1977. godine nakon što je zemlja stekla nezavisnost od kolonijalnog gospodara Francuske. Prvi veći sukob u kojem je vojska sudjelovala bio je Džibutijski građanski rat između džibutijske Vlade i Fronte za obnovu jedinstva i demokracije (FRUD). Rat je započeo u studenom 1991. kada se FRUD u kojem su Afari većina, pobunila zbog nedovoljne zastupljenosti u vladajućim strukturama. S druge strane u Vladu je vodila etnička skupina Issa koja je somalskog podrijetla ali primarno živi u Džibutiju.
FRUD je tada pod opsadu stavio gradove Tadjoura i Obock, te zaposjednula sve vojne baze na sjeveru zemlje. Borbe su se uglavnom vodile na sjeveru osim jednog incidenta u glavnom gradu. Vladine snage uspjele su osloboditi veći dio zauzetih područja tijekom 1993. a u prosincu 1994. je potpisan mirovni sporazum s umjerenim frakcijama FRUD-a. Dio radikalnijih frakcija nastavio je manje sukobe sve do mira potpisanoga 2001. Prema džibutijskim izvorima ukupno je u sukobima poginulo stotinu osoba a Fronta za obnovu jedinstva i demokraciju je postala nacionalna politička stranka.
Džibuti je u travnju 1996. godine skoro zaratio sa susjednom Eritrejom koju je službeno optužio za granatiranje poluotoka Ras Doumeira. U lipnju 2008. dolazi do trodnevnog Džibutijsko-eritrejskog pograničnog sukoba jer je Džibuti odbio predati eritrejske dezertere na što je Eritreja odgovorila paljbom po džibutijskoj vojsci. U sukobima koji su uslijedili poginulo je 44 džibutijska i oko stotinu eritrejskih vojnika.

## Strane oružane snage u Džibutiju

### Francuska
Peta prekomorska pukovnija je francuska marinska pukovnija stacionirana u Džibutiju od 1. studenog 1969.

### SAD
Combined Joint Task Force - Horn of Africa je misija američke vojske koja u Džibutiju ima oko 2.000 vojnika koji se nalaze u vojnoj bazi Camp Lemonnier u tamošnjem međunarodnom aerodromu.

### Japan
Trenutno je oko 170 vojnika japanske kopnene vojske i ratne mornarice stacionirano u Džibutiju u svojom vojnoj bazi i pomorskoj luci koja je otvorena u srpnju 2011. godine. Zadaća pripadnika oružanih snaga Japana je sudjelovanje u protupiratskim misijama na području Džibutija. Japan namjerava u sljedećih deset godina u Džibutiju stvoriti glavnu točku japanskih oružanih snaga u istočnoj Africi.